# Lavardin (Sarthe)
Lavardin ist eine französische Gemeinde mit 695 Einwohnern (Stand 1. Januar 2022) im Département Sarthe in der Region Pays de la Loire; sie gehört zum Arrondissement Mamers und zum Kanton Loué.
Nachbargemeinden von Lavardin sind Domfront-en-Champagne, Aigné, Degré, La Quinte und Cures.

## Geschichte
Bis zum Ende des 15. Jahrhunderts hieß Lavardin noch Tucé. Um 1500 gab François de Baumanoir, Baron de Lavardin und Ehemann von Jeanne de Tucé, seinen Namen an den Ort weiter.
Die Herrschaft und Pfarre Tucé, Annex des Château de Tucé, war eine Châtellenie, die den Herren von Saint-Loup gehörte, deren Nachkommen den Namen „Tucé“ annahmen. Durch die Ehe von Béatrix de Tussé oder Tucé mit Hubert d’Assé-le-Riboul (12. Jahrhundert) ging Tucé an die Familie Ribol (Riboulle oder Riboulé). 
In der ersten Hälfte des 15. Jahrhunderts, ließ sich Jean de Beaumanoir, Sohn von Guillaume, Seigneur de Landemont, ein jüngerer Sohn aus dem Haus Lavardin-sur-Loir und Ehemann von Marie Riboulle, Tochter von Foulques, Seigneur d Assé-le-Riboul et de Lavardin, im Vieux Lavardin (heute Ortsteil von Mézières-sous-Lavardin) genannten Château nieder, das er vermutlich als Mitgift seiner Frau erhalten hatte oder aber selbst bauen ließ. 
1477 verheiratete Guy de Beaumanoir, Seigneur de Lavardin, seine Tochter mit René de Champagné, Sohn von Pierre, Seigneur de Champagné et de Parcé. In der gleichen Zeit heiratete Baudouin de Champagné, Renés Bruder, Jeanne de Tucé, die alleinige Erbin der gleichnamigen Familie. Aber erst die 1505 geschlossene Ehe von François de Beaumanoir, Seigneur de Lavardin und Urenkel Jean de Beaumanoirs, mit Jeanne de Tucé, Tochter von Baudouin de Champagné-Tucé, Baron de La Milesse, brachte Tucé an das Haus Beaumanoir de Lavardin. Mit Patentbrief von Dezember 1561 wurden die Châtellenie Assé und die Baronie Lavardin (Vieux Lavardin) für Jean de Beaumanoir, Marschall von Frankreich zusammengeführt, und dann 1601 zu einem Marquisat erhoben. Zur Zeit des Königs Ludwig XIV. wurde der Titel dann auf das Gebiet Tucé transferiert, das ab dann erst Lavardin-Tucé und schließlich nur noch Lavardin hieß.

## Sehenswürdigkeiten
- Die Kirche Saint-Bertrand, ursprünglich die Schlosskapelle, wurde im 15. Jahrhundert Pfarrkirche. Vom Ursprungsbau aus dem 12. Jahrhundert ist noch der Chor erhalten.
- Von der alten Burg existieren noch die Gräben, einige Mauern und die „Tour du Trésor“ (17. Jahrhundert). Das heutige Schloss stammt aus dem 19. Jahrhundert.